# Warmbad (Namibia)
Warmbad (ehemals Khoekhoegowab ǀAixa-aibesKlicklaut und historisch Nisbett's Bath) ist ein Dorf an der historisch wichtigen Quelle des Flusses Hom in der Region ǁKharas im äußersten Südosten Namibias, unweit der Grenze zu Südafrika. Der Ort besitzt unter anderem eine 1810 erbaute Missionskirche sowie international bekannte Thermalquellen. Warmbad liegt rund 720 Meter über dem Meeresspiegel in einem trockenen und gemäßigten Klima des Namaland-Hochlandes, zwischen dem Klima der südlichen Namib und dem östlich anschließenden Savannenklima.

## Geschichte

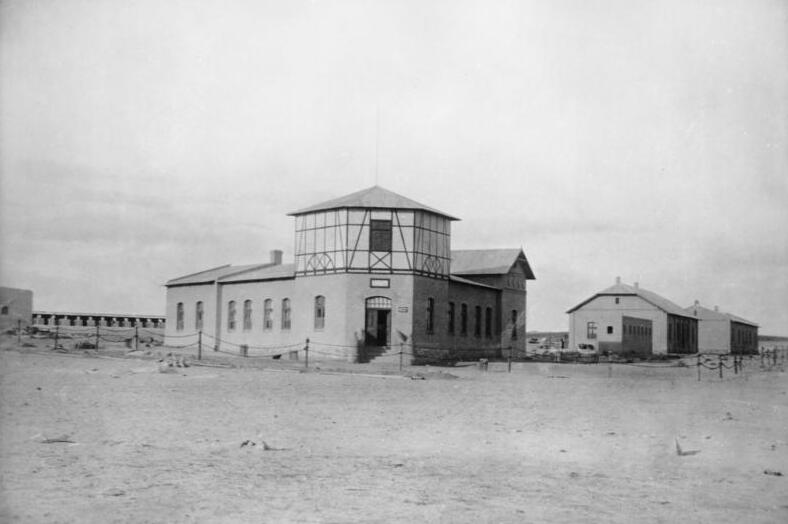
Kaserne in Warmbad um 1914

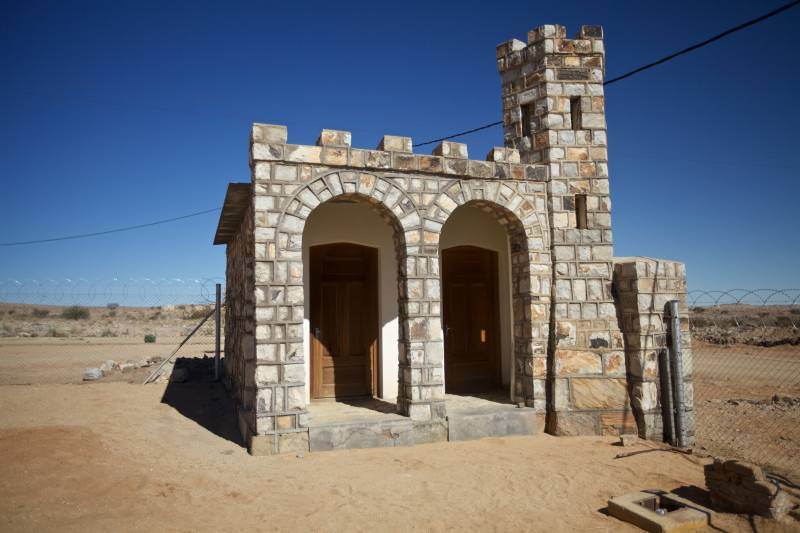
Festungstor in Warmbad

Erstmals 1760 erwähnt, war Warmbad seit dem 18. Jahrhundert ein Anlaufpunkt von Kaufleuten, Großwildjägern und Missionaren, die aus der südlichen Kapkolonie kamen. Der Ort war auch Zentrum der alteingesessenen namibischen Nama sowie Zufluchtsstätte der vor dem europäischen Kolonialismus entweichenden, entwurzelten Nama aus der Kapprovinz. Zwischen den Jahren 1805 und 1810 gründeten Christian und Abraham Albrecht im Auftrag der Londoner Missionsgesellschaft eine Missionsstation, die während des Orlam-Aufstands 1811 zerstört und 1834 durch Edward Cook von der Wesleyanischen Missionsgesellschaft wieder errichtet wurde. Die Rheinische Missionsgesellschaft übernahm 1867 die Mission. Die Missionsarbeit wurde mehrmals, unter anderem 1903 durch den Bondelswartaufstand gegen die deutsche Kolonialherrschaft, unterbrochen.
Heute ist Warmbad ein beliebtes Ausflugsziel für Namibia-Touristen und (wie Grünau) eine lebendige Kommune vor allem von Afrikaanern und Nama.

## Sehenswertes
Diverse historische Sehenswürdigkeiten finden sich in Warmbad:
- Edward-Cook-Gedenkstein
- Festungstore in Warmbad (Warmbad-Feste)
- Pastorie (Pastorei)
- Missionskirche und Friedhof
- Deutsche Kaserne
- Garnisonshospital und Ärztehaus